# Delgado
Delgado ist ein spanischer und portugiesischer Familienname, entstanden aus einem Spitznamen mit der Bedeutung „dünn“.

## Namensträger
- Agustín Delgado (* 1974), ecuadorianischer Fußballspieler
- Alberto Delgado Molina (* 2005), spanischer Handballspieler
- Alberto Delgado Pérez (* 1978), kubanischer Fußballspieler
- Alex Delgado (* 1971), venezolanischer Baseballspieler
- Alexandre Delgado (* 1965), portugiesischer Komponist, Dirigent, Musikkritiker, Musiktheoretiker, Geiger und Musikredakteur
- Alexis Ruano Delgado (* 1985), spanischer Fußballspieler
- Alexis Delgado (* 1987), chilenischer Fußballspieler
- Alfonso Delgado Evers (* 1942), argentinischer Geistlicher, Erzbischof von San Juan de Cuyo
- Álvaro Delgado (Maler) (Álvaro Delgado Ramos, 1922–2016), spanischer Maler
- Álvaro Delgado (Journalist) (Álvaro Delgado Gómez, * 1966), mexikanischer Journalist
- Álvaro Delgado (Fußballspieler) (Álvaro Alejandro Delgado Sciaraffia, * 1995), chilenischer Fußballspieler
- Álvaro Delgado Aparicio, peruanischer Regisseur
- Álvaro Delgado Ceretta (* 1969), uruguayischer Tierarzt und Politiker
- Ana Delgado (* 1978), angolanische Politikerin (MPLA)
- Ana Irene Delgado (* 1982), panamaische Politikerin, Diplomatin und ehemalige Fechterin
- Andrés Delgado Pardo (1870–1940), venezolanischer Pianist, Komponist und Musikpädagoge
- Anita Delgado (1890–1962), Maharani aus Spanien
- Antonio Delgado (* 1977), amerikanischer Politiker
- Beatrix Delgado (* 1966), Schweizer Popsängerin
- Carlos Delgado (Baseballspieler) (* 1972), puerto-ricanischer Baseballspieler
- Carlos Delgado (Fußballspieler) (Carlos Javier Delgado Rodríguez; * 1990), spanischer Fußballspieler
- Carlos Delgado Chalbaud (1909–1950), venezolanischer Politiker, Präsident 1948 bis 1950
- Celso Humberto Delgado Ramírez (* 1942), mexikanischer Politiker und Diplomat
- César Delgado (Chelito; * 1981), argentinischer Fußballspieler
- Chiquinquirá Delgado (* 1972), venezolanische Schauspielerin
- Claudio Delgado (* 1984), paraguayischer Fußballspieler
- Cyro Delgado (* 1961), brasilianischer Schwimmer
- Danila So Delgado Pinto (* 2001), spanische Handballspielerin
- Dolores Delgado (* 1962), spanische Politikerin
- Edder Delgado (* 1986), honduranischer Fußballspieler
- Emilio Delgado (1940–2022), US-amerikanischer Schauspieler und Musiker mexikanischer Abstammung
- Enrique Delgado (Bischof) (* 1955), peruanischer Geistlicher, Weihbischof in Miami
- Enrique Delgado (Diplomat), uruguayischer Diplomat
- Eric Delgado, US-amerikanischer Schauspieler
- Faustino Delgado (1921–2004), peruanischer Fußballspieler
- Fernando Delgado (1930–2009), spanischer Schauspieler
- Fernando Valero Delgado (* 1958), deutsch-ecuadorianischer Glaziologe und Künstler
- Francisco Afan Delgado (1886–1964), philippinischer Politiker
- Gabi Delgado-López (1958–2020), deutscher Sänger
- Giselle Delgado (* 1988), chilenische Squashspielerin
- Honorio Delgado (1892–1969), peruanischer Naturwissenschaftler, Mediziner, Philosoph und Autor
- Humberto Delgado (1906–1965), portugiesischer General und Politiker
- Humberto Delgado (Fußballspieler) (* 2000), Fußballspieler der Amerikanischen Jungferninseln
- Isaac Delgado (1839–1912), Geschäftsmann und Philanthrop in New Orleans
- Issac Delgado (* 1962), kubanischer Musiker
- Ivan Delgado (* 1998), luxemburgischer Basketballspieler
- Jairo Delgado (* 1985), luxemburgischer Basketballspieler
- James P. Delgado (* 1958), US-amerikanischer Unterwasserarchäologe
- Jamie Delgado (* 1977), britischer Tennisspieler
- Javier Delgado (* 1975), uruguayischer Fußballspieler
- João Pinto Delgado (1580–1653), portugiesischer Dichter
- Jorge Delgado (Schwimmer) (* 1954), ecuadorianischer Schwimmer
- Jorge Delgado (Fußballspieler, 1975) (* 1975), uruguayischer Fußballspieler
- Jorge Delgado (Fußballspieler, 1991) (* 1991), kapverdischer Fußballspieler
- Jorge Delgado (Fußballspieler, 2002) (* 2002), spanischer Fußballspieler
- José Delgado (* um 1948), mexikanischer Fußballspieler, siehe Pepe Delgado
- José Ángel Delgado Ávila (* 1974), spanischer Handballspieler
- José Antonio Delgado Villar (* 1993), spanischer Fußballspieler, siehe Nono (Fußballspieler)
- José Dimas Cedeño Delgado (* 1933), panamaischer Geistlicher, Erzbischof von Panama
- José Luiz Majella Delgado (* 1953), brasilianischer Ordensgeistlicher, Bischof von Jataí
- José Manuel Rodríguez Delgado (1915–2011), spanischer Physiologe
- José Matías Delgado y de León (1767–1832), salvadorianischer Priester und Unabhängigkeitskämpfer
- José de Medeiros Delgado (1905–1988), brasilianischer Geistlicher, Erzbischof von Fortaleza
- José Ramos Delgado (1935–2010), argentinischer Fußballspieler und -manager
- Juan Delgado (Fußballspieler, 1891) (1891–??), uruguayischer Fußballspieler
- Juan Delgado (Fechter) (1896–1976), spanischer Fechter
- Juan Delgado (Fußballspieler, Mexiko), mexikanischer Fußballspieler
- Juan Delgado (Fußballfunktionär), Fußballfunktionär
- Juan Delgado (Fußballspieler, 1993) (* 1993), chilenischer Fußballspieler
- Juan B. Delgado Altamirano (1868–1929), mexikanischer Diplomat und Poet
- Juan Ignacio Delgado (* 1994), uruguayischer Fußballspieler
- Juana Delgado (* 1977 oder 1978), ecuadorianische Fußballschiedsrichterin
- Junior Delgado (1958–2005), jamaikanischer Musiker
- Jussef Delgado (* 1994), costa-ricanischer Fußballspieler
- Leandro Delgado (* 1982), chilenischer Fußballspieler
- Leocadio Vizcarrondo Delgado (1906–1993), puerto-ricanischer Musiker, Arrangeur und Komponist, siehe Leocadio Vizcarrondo
- Lidia Delgado Fortes (* 1992), deutsch-kapverdische Schauspielerin
- Lindolfo Delgado (* 1994), mexikanischer Boxer
- Lorenzo Delgado (1916–??), mexikanischer Boxer
- Luís Delgado (* 1979), angolanischer Fußballspieler
- Luis Delgado (Tennisspieler) (* 1991), dominikanischer Tennisspieler
- Manuel Sánchez Delgado (* 1965), spanischer Fußballspieler, siehe Manolo (Fußballspieler)
- Marcelo Delgado (* 1973), argentinischer Fußballspieler
- Marky Delgado (* 1995), US-amerikanischer Fußballspieler
- María de León Bello y Delgado (1643–1731), dominikanische Mystikerin
- Mariano Delgado (* 1955), spanischer Theologe und Kirchenhistoriker
- Mario Delgado (* 1955), costa-ricanischer Tennisspieler
- Matías Delgado (* 1982), italienisch-argentinischer Fußballspieler
- Miguel Delgado (Schauspieler), Schauspieler und Choreograf
- Miguel Delgado Ávila (1929–2008), venezolanischer Geistlicher, Bischof von Barcelona
- Miguel Delgado Galindo (* 1963), spanischer Geistlicher
- Nelson Delgado (* 1980), luxemburgischer Basketballspieler
- Noah Delgado (* 1979), puerto-ricanischer Fußballspieler
- Noémia Delgado (1933–2016), portugiesische Filmregisseurin, Filmeditorin und Drehbuchautorin
- Nuno Delgado (* 1976), portugiesischer Judoka
- Paco Delgado (* 1965), spanischer Kostümdesigner
- Patrickson Delgado (* 2003), ecuadorianischer Fußballspieler
- Pedro Delgado (* 1960), spanischer Radrennfahrer
- Pedro Raúl Villagra Delgado (* 1952), argentinischer Diplomat
- Rafael Delgado (Gouverneur) (1746–1800), spanischer Kolonialgouverneur der Provinz Trinidad
- Rafael Delgado (Schriftsteller) (1853–1914), mexikanischer Schriftsteller
- Rafael Delgado (Fußballspieler, 1932) (1932–1996), spanischer Fußballspieler
- Rafael Delgado (Fußballspieler) (* 1990), argentinischer Fußballspieler
- Pradelia Delgado (* 1926), chilenische Leichtathletin
- Ramón Delgado (* 1976), paraguayischer Tennisspieler
- Raoul Delgado (* 1993), französischer Fußballspieler
- Regino Delgado (1956–2016), kubanischer Fußballspieler
- Ricardo Delgado (* 1947), mexikanischer Boxer
- Ricardo Aleixo Delgado (* 1994), luxemburgischer Fußballspieler
- Richard Delgado (* 1939), US-amerikanischer Rechtswissenschaftler
- Roberto Delgado, Pseudonym von Horst Wende (1919–1996), deutscher Orchesterleiter und Komponist
- Rocío Delgado (* 1977), spanische Freestyle-Skisportlerin
- Rogelio Delgado (* 1959), paraguayischer Fußballspieler
- Roger Delgado (1918–1973), britischer Schauspieler
- Román Delgado Chalbaud (1882–1929), venezolanischer Offizier und Politiker
- Rubén Gregorio Delgado Carmona (* 1968), venezolanischer römisch-katholischer Geistlicher, Bischof von San Felipe
- Sandor Delgado (* 1999), US-amerikanischer Bahnradsportler
- Silviano Delgado (* 1969), mexikanischer Fußballspieler
- William Enrique Delgado Silva (* 1951), venezolanischer Priester, Bischof von Cabimas

## Sonstiges
- Kap Delgado, Kap an der Nordküste Mosambiks
- Provinz Cabo Delgado, Provinz in Mosambik
- The Delgados, schottische Rockband